# O'Brien Bay
O'Brien Bay är en vik i Antarktis. Den ligger i Östantarktis. Australien gör anspråk på området.